# Ardiège
Ardiège ist eine französische Gemeinde mit 372 Einwohnern (Stand 1. Januar 2022) im Département Haute-Garonne in der Region Okzitanien. Die Bewohner werden Ardiéjois genannt.

## Geographie
Der Ort liegt am nördlichen Fuße der Pyrenäen, acht Kilometer südöstlich von Saint-Gaudens in der historischen Grafschaft Comminges. 

## Bevölkerungsentwicklung
| Jahr                       | 1962 | 1968 | 1975 | 1982 | 1990 | 1999 | 2007 | 2012 | 2017 | 2019 |
| -------------------------- | ---- | ---- | ---- | ---- | ---- | ---- | ---- | ---- | ---- | ---- |
| Einwohner                  | 261  | 246  | 261  | 247  | 259  | 325  | 408  | 367  | 364  | 358  |
| Quellen: Cassini und INSEE |      |      |      |      |      |      |      |      |      |      |

## Sehenswürdigkeiten
Die Kirche Saint-Pierre stammt aus dem 19. Jahrhundert. In den Mauerresten der alten, abgerissenen Kirche wurden einige Weiheinschriften für den Gott Leherennus Mars aufgefunden. Es handelt sich dabei möglicherweise um eine vorkeltische Gottheit.

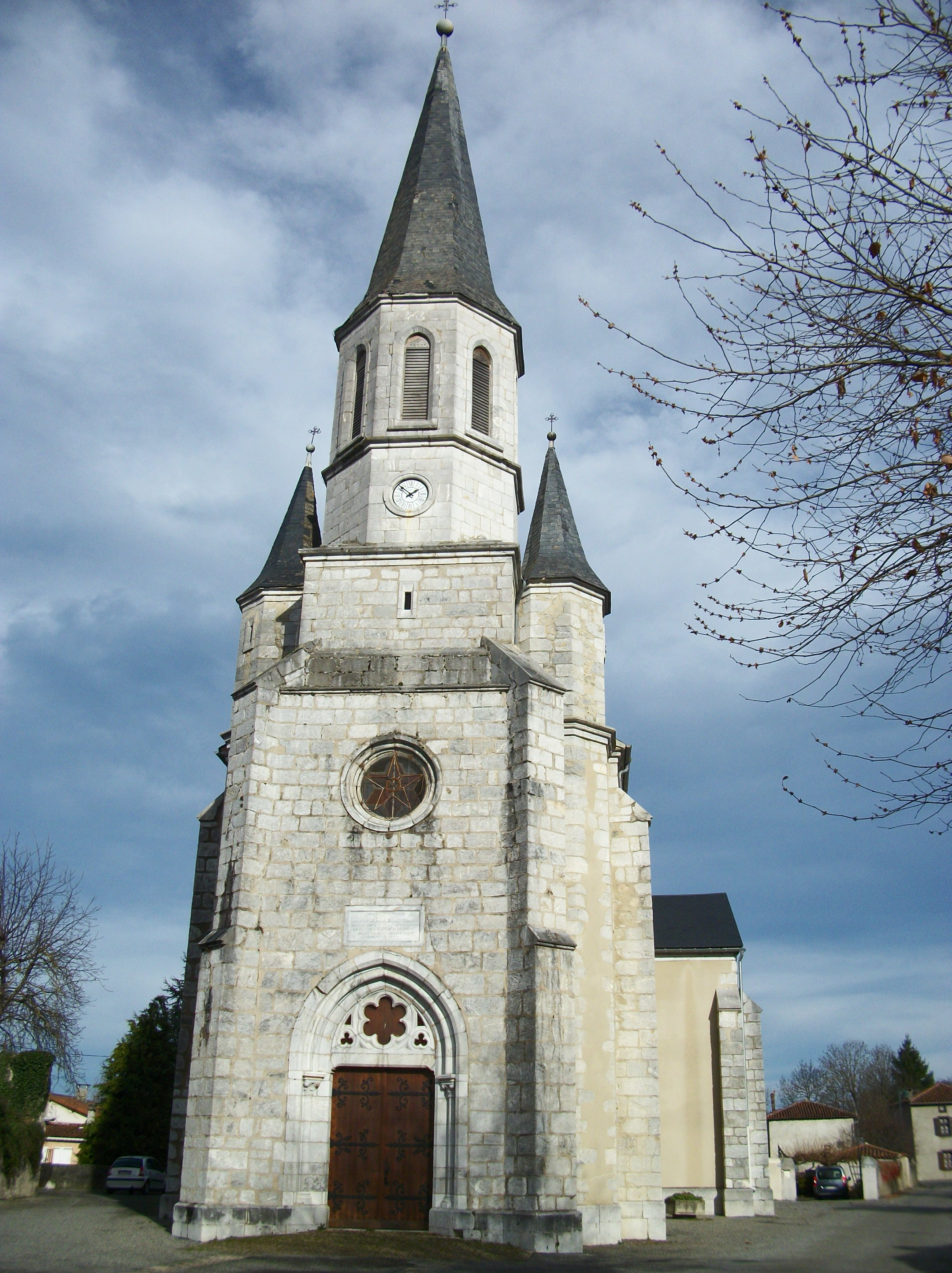
Kirche Saint-Pierre

Siehe auch: Liste der Monuments historiques in Ardiège